# Марко Милосављевић (рукометаш)
Марко Милосављевић (Београд, 13. септембар 1998) српски је рукометаш који игра на позицији левог бека. Тренутно наступа за Нант и за репрезентацију Србије.